# David Villabona
David Villabona Echalecu, parfois écrit David Billabona Echalecu,  est un footballeur espagnol né le 5 décembre 1969 à Irun. Il évoluait au poste de milieu de terrain.

## Biographie

### En club
David Villabona commence sa carrière avec la Real Sociedad, puis joue avec l'Athletic Bilbao, et enfin avec le Racing de Santander.
Il dispute un total de 221 matchs en première division espagnole, marquant 13 buts. Il réalise sa meilleure performance lors de la saison 1995-1996, où il marque cinq buts.

### En équipe nationale
Il dispute trois matchs lors de la Coupe du monde des moins de 20 ans en 1989, marquant un but contre l'Argentine. 
Il est champion olympique avec l'Espagne aux Jeux olympiques d'été de 1992. Il joue deux matchs lors du tournoi olympique.

## Carrière
- 1987-1990 :  Real Sociedad
- 1990-1993 :  Athletic Bilbao
- 1993-2001 :  Racing de Santander

## Palmarès
Avec la Real Sociedad :
- Vainqueur de la Coupe d'Espagne en 1987

Avec l'Espagne :
- Médaillé d'or aux Jeux olympiques d'été de 1992.